# 라이브TV
"라이브TV"(Live TV)는 2014년 대한민국에서 제작된 공포 영화이다.

## 출연

### 주연
- 연제욱
- 고은아
- 연송하
- 강현우

## 기타
- 프로듀서: 박은성
- 제작팀장: 정인수
- 미술: 홍재선
- 특수분장: 이주환